# Eliot Matazo
Eliot Matazo (Sint-Lambrechts-Woluwe, 15 februari 2002) is een Belgisch voetballer die sinds 2018 uitkomt voor AS Monaco. Matazo is een middenvelder.

## Carrière

### Jeugd
Matazo sloot zich op achtjarige leeftijd aan bij de jeugdopleiding van RSC Anderlecht. Hij behoorde net als onder andere Jérémy Doku, Killian Sardella, Anouar Ait El Hadj en Marco Kana tot de generatie van 2002. Op vijftienjarige leeftijd schermde hij met de interesse van onder andere Bayern München, Borussia Dortmund, Schalke 04, RB Leipzig, AS Monaco, Manchester City en Manchester United. Op zijn zestiende kreeg hij een profcontract aangeboden van Anderlecht, maar de toenmalige aanvoerder van de Anderlechtse U16 legde dat naast zich neer. Hij behoorde in mei 2018 dan ook niet tot het groepje jeugdinternationals dat na luid tromgeroffel van voorzitter Marc Coucke hun eerste profcontract bij Anderlecht ondertekenden. In juni 2018 tekende hij bij AS Monaco.

### AS Monaco
Na twee seizoenen bij de jeugd van AS Monaco maakte hij er op 27 september 2020 zijn officiële debuut in het eerste elftal: in de Ligue 1-wedstrijd tegen RC Strasbourg mocht hij na 61 minuten invallen voor Stevan Jovetić. Op 23 december 2020 kreeg Matazo in de competitiewedstrijd tegen AS Saint-Etienne zijn eerste basisplaats bij Monaco, maar lang kon hij er niet van genieten, want na een dik halfuur kreeg hij een rode kaart na een fout op Denis Bouanga. Trainer Niko Kovač bleef hem echter gebruiken, en Matazo speelde dat seizoen veertien officiële wedstrijden voor het eerste elftal van AS Monaco. Op 9 mei 2021 scoorde hij zijn eerste doelpunt voor de club in de 0-1-zege tegen Stade de Reims. Tien dagen later zat hij op de bank toen Monaco de finale van de Coupe de France verloor van Paris Saint-Germain.
Begin januari 2022 kreeg Matazo met Philippe Clement een Belgische coach bij AS Monaco. Later die maand verlengde hij zijn contract bij de Monegasken tot medio 2026.

## Clubstatistieken
| Seizoen     | Club        | Competitie             | Competitie | Competitie | Competitie | Beker | Beker | Beker | Europa | Europa | Europa | Totaal | Totaal | Totaal |
| Seizoen     | Club        | Competitie             | Wed.       | Dlp.       | Ass.       | Wed.  | Dlp.  | Ass.  | Wed.   | Dlp.   | Ass.   | Wed.   | Dlp.   | Ass.   |
| ----------- | ----------- | ---------------------- | ---------- | ---------- | ---------- | ----- | ----- | ----- | ------ | ------ | ------ | ------ | ------ | ------ |
| 2019/20     | AS Monaco B | Championnat National 2 | 14         | 0          | 0          | —     | —     | —     | —      | —      | —      | 14     | 0      | 0      |
| Club Totaal | Club Totaal | Club Totaal            | 14         | 0          | 0          | 0     | 0     | 0     | 0      | 0      | 0      | 14     | 0      | 0      |
| 2020/21     | AS Monaco   | Ligue 1                | 10         | 1          | 1          | 4     | 0     | 0     | —      | —      | —      | 14     | 1      | 1      |
| 2021/22     | AS Monaco   | Ligue 1                | 18         | 0          | 0          | 4     | 0     | 1     | 6      | 0      | 0      | 28     | 0      | 1      |
| 2022/23     | AS Monaco   | Ligue 1                | 7          | 0          | 0          | 0     | 0     | 0     | 3      | 0      | 0      | 10     | 0      | 0      |
| Club Totaal | Club Totaal | Club Totaal            | 35         | 1          | 1          | 8     | 0     | 1     | 9      | 0      | 0      | 52     | 1      | 2      |
| TOTAAL      | TOTAAL      | TOTAAL                 | 49         | 1          | 1          | 8     | 0     | 1     | 9      | 0      | 0      | 66     | 1      | 2      |

Bijgewerkt op 14 februari 2022.

## Interlandcarrière
Eind augustus 2021 riep Jacky Mathijssen hem op bij de Belgische beloften voor de EK-kwalificatiewedstrijd tegen Turkije op 3 september. België won deze wedstrijd met 0-3, Matazo viel in de 63e minuut in voor Yari Verschaeren. Eerder in augustus had Roberto Martínez laten weten dat Matazo, naast Amadou Onana en Koni De Winter, een van de drie jonge spelers was die intensief werden gevolgd door de voetbalbond.
1 Majecki ·
2 Vanderson ·
4 Teze ·
5 Kehrer ·
6 Zakaria  ·
7 Ben Seghir ·
8 Matazo ·
9 Balogun ·
10 Golovin ·
11 Akliouche ·
12 Henrique ·
13 Mawissa ·
15 Camara ·
16 Köhn ·
17 Singo ·
18 Minamino ·
20 Ouattara ·
21 Ilenikhena ·
22 Salisu ·
27 Diatta ·
36 Embolo ·
37 Diop ·
50 Lienard ·
88 Magassa ·
Coach: Hütter
· Assistent-coach: Perrinelle